# 吐露港公路

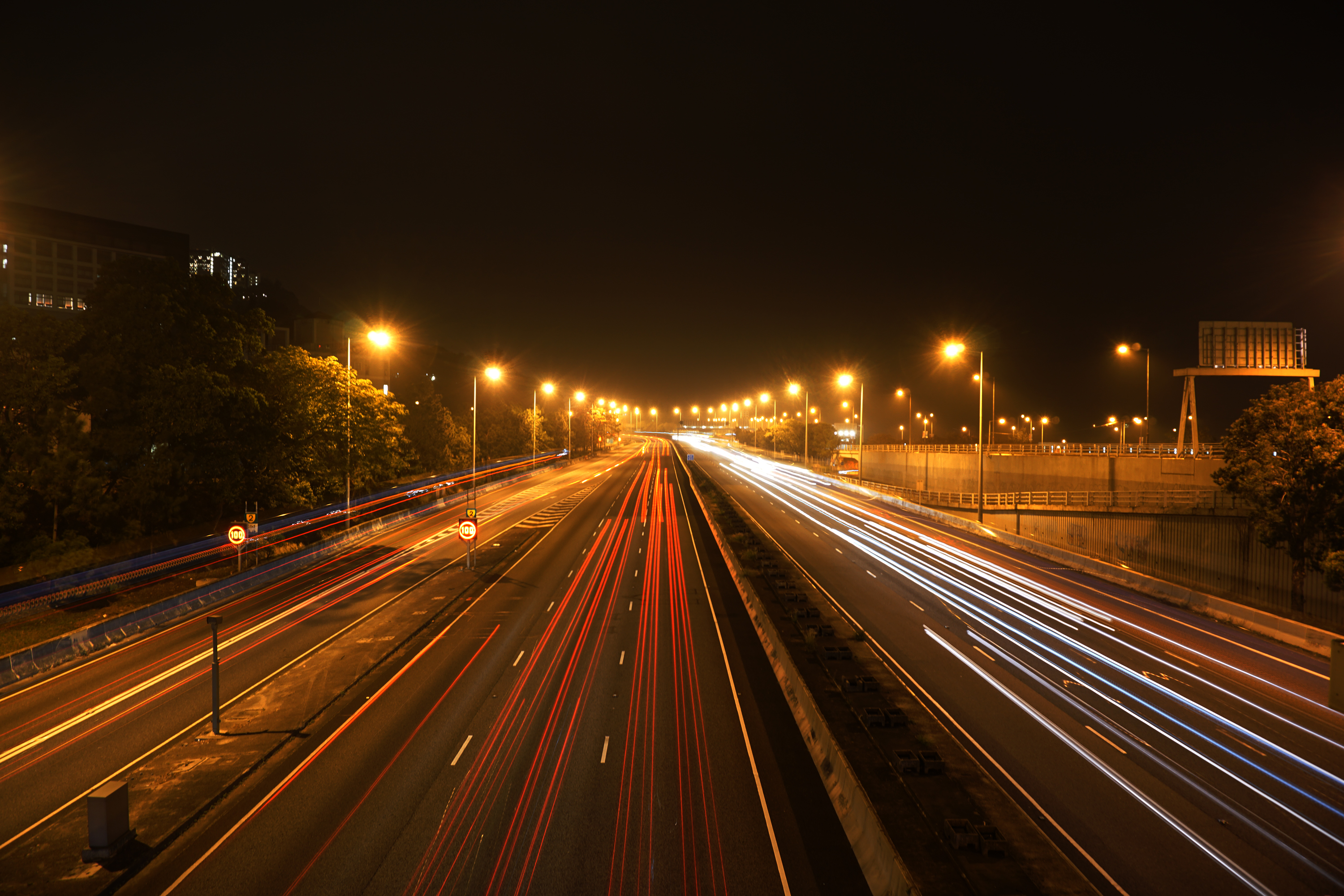
吐露港公路馬料水段

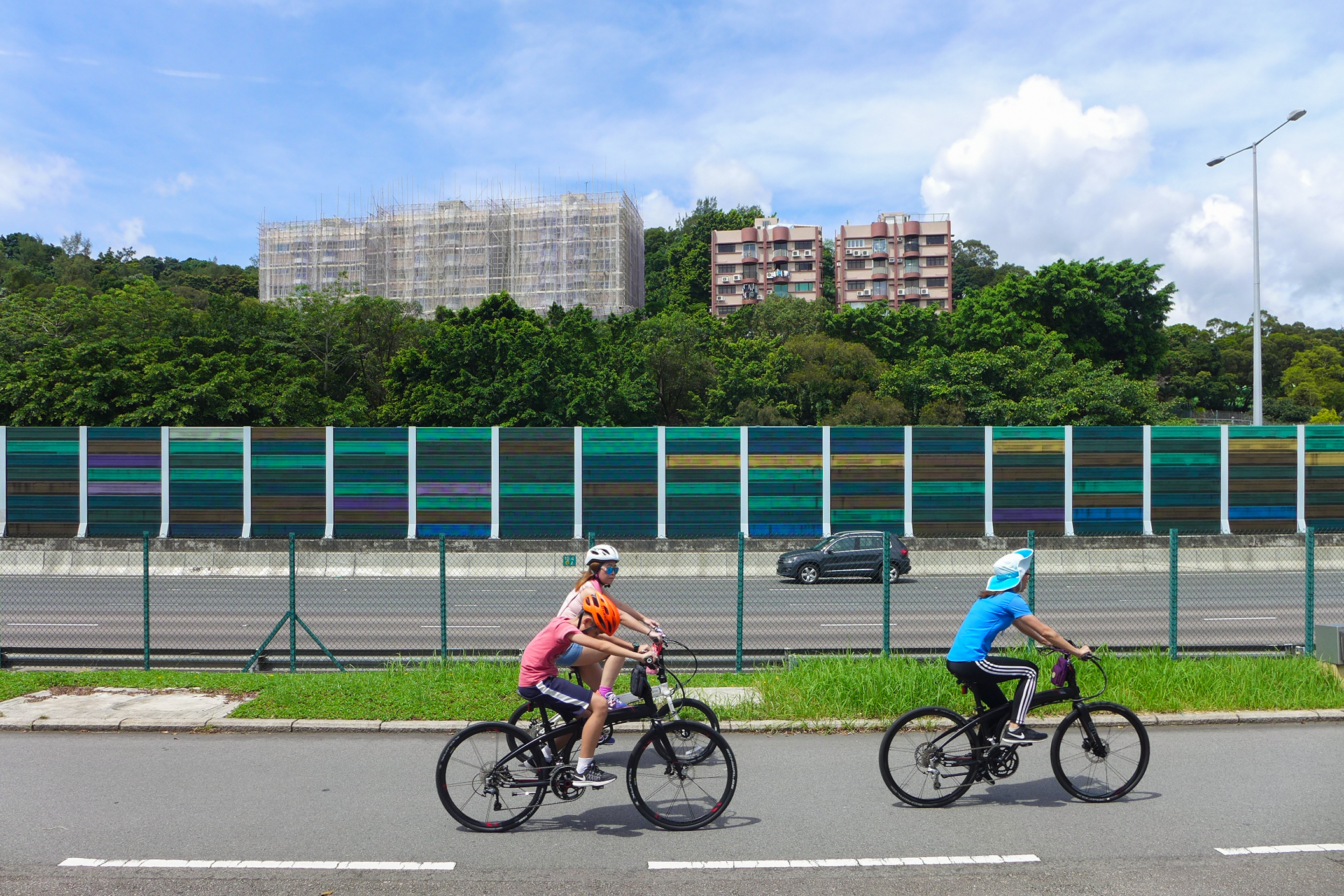
吐露港公路近大埔滘的隔音屏障，不少居民及駕車人士都批評隔音屏障設計醜陋，並遮擋海景

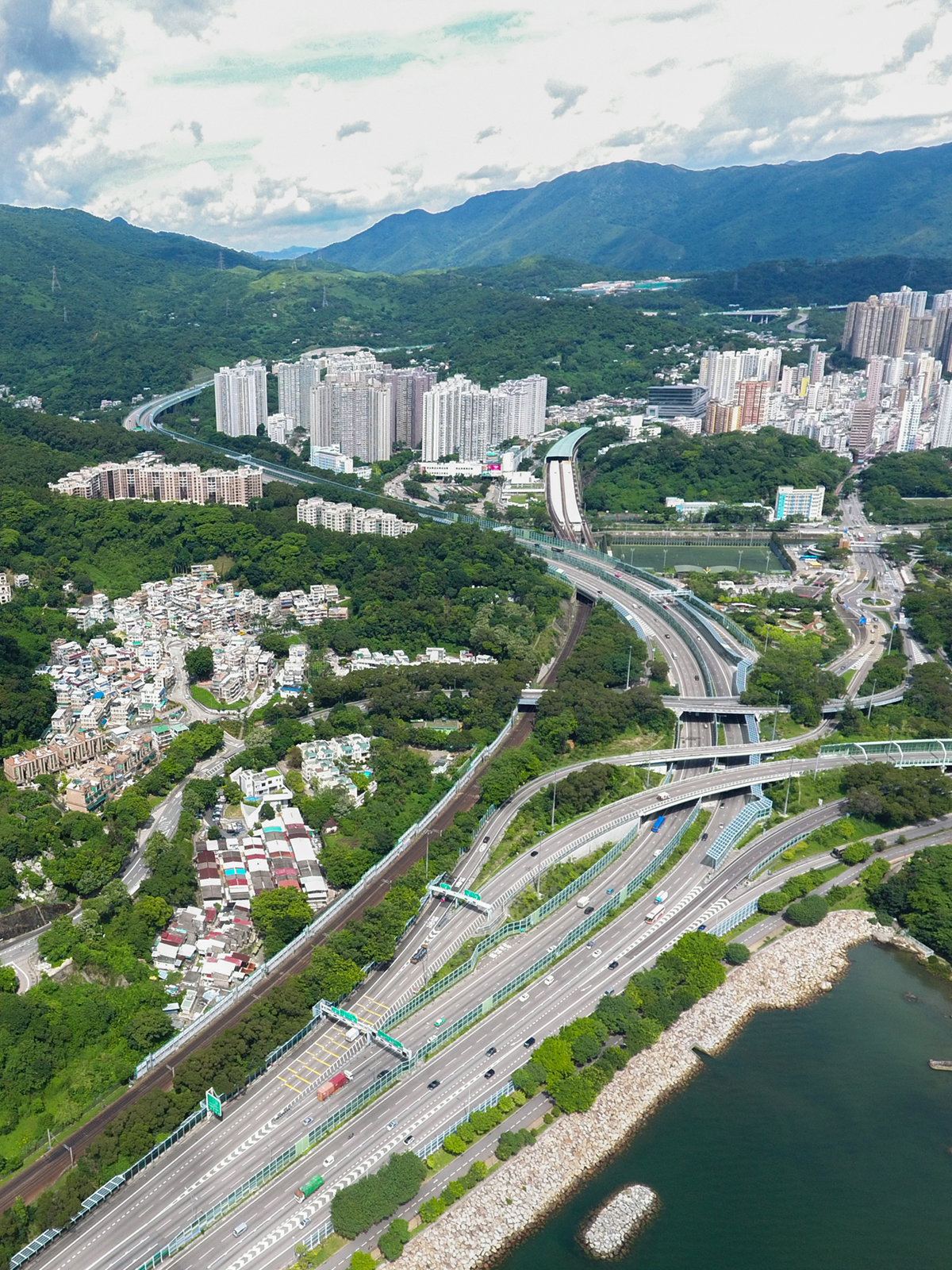
吐露港公路大埔段（2017年7月）

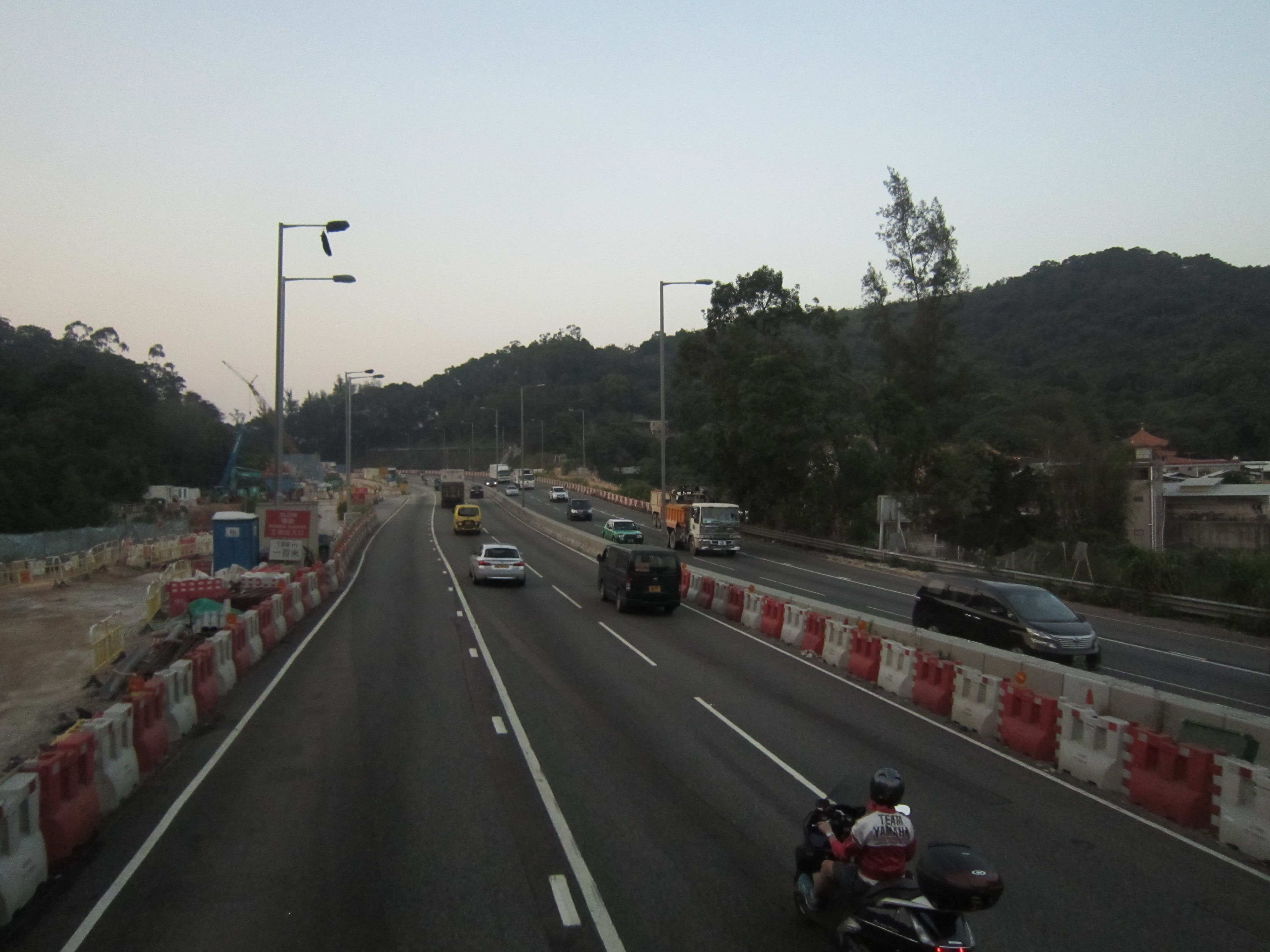
正在進行擴寬工程的吐露港公路大埔段（2012年10月）

吐露港公路（英語：Tolo Highway）是香港9號幹線（新界環迴公路）通往大埔及新界北的公路，簡稱吐公，連接沙田及大埔區的泰亨村，全線均為三線或四線雙程分隔快速公路。
吐露港公路長11.3公里，共有4個交匯處。馬料水交匯處與2號幹線交匯，而完善路、達運道、大埔太和路和林錦公路的交匯處則接駁大埔區內道路。公路由沙田馬場開始，沿吐露港西岸、港鐵東鐵綫旁的7公里的海堤，直達大埔元洲仔。接著的路段長4.3公里，由元洲仔起，經大埔西及南面的山坡繞過大埔新市鎮至泰亨鄉。由於重型機器難以開進途中之深谷，故此段部分橋樑須以「分段曳進法」建造。公路於林錦公路交匯處之前終止，連接粉嶺公路。

## 歷史
吐露港公路的工程名為「大埔至沙田沿海公路」，而吐露港公路分岔現稱完善路的部分工程名為「大埔支路」。吐露港公路於1985年9月25日連同粉嶺公路和合石至林錦交匯處一段同步通車。吐露港公路通車初期仍未有名稱，只稱為「新界幹線公路沙田至粉嶺段」。而橫跨林錦交匯處、連接吐露港公路與粉嶺公路的行車天橋則稍遲建成，1988年5月30日上午十時由時任路政署署長費盾與交通諮詢委員會主席譚惠珠主持正式通車。
吐露港公路通車初期為三線雙程分隔公路，於2003年完成擴闊馬料水至元洲仔之間一段為四線雙程，以應付每日高達10萬架次的車流量。而元洲仔至粉嶺公路的一段亦於2014年年末完成擴建工程，現時吐露港公路已接近全面擴闊為4線雙程分隔公路，當中大埔部份的高架路段更成為香港最新落成的4線雙程高架車路，是香港3條多達8線的高架路之一（另外兩條分別位於東區走廊及青葵公路）。

### 1999年第一次擴闊
1. 擴闊由舊華民政務司官邸附近道路交匯處到馬料水道路交匯處之間一段約5.4公里長的吐露港公路，由原來的三線雙程行車道改為四線雙程行車道，及加建路肩。
2. 擴闊吐露港公路的單車徑，及建造行人路。
3. 安裝閉路電視交通監察系統和緊急求助電話。
4. 進行相關填海及海堤建造工程。
5. 建造7,000公尺隔音屏障。（隔音屏障建造期間，不少居民及駕車人士都批評隔音屏障設計醜陋，並遮擋海景[7]，當局於2003年拆除科學園一段未完成興建的隔音屏障。[8][9]由於該款隔音屏障為組件嵌入式設計，故元件重用於其他項目。[10]）

### 2009年第二次擴闊
1. 擴闊由舊華民政務司官邸附近道路交匯處與泰亨之間一段長約5.7公里的吐露港公路，由三線雙程行車道改為四線雙程行車道，及加建路肩；
2. 擴闊位於舊華民政務司官邸附近道路交匯處和林錦公路交匯處的吐露港公路路段，由雙線雙程行車道改為三線雙程行車道；
3. 擴闊大埔北交匯處的吐露港公路，北行和南行路段由雙線行車道分別改為三線及四線行車道；
4. 建造12條行車橋和修改7條現有的行車橋；
5. 沿行車道裝設隔音屏障（高2米至8米不等）；
6. 裝設交通管制及監察系統。[11][12][13]

## 出口
| 吐露港公路                                     | 吐露港公路 | 吐露港公路                                                                                        |
| ---------------------------------------------- | ---------- | ------------------------------------------------------------------------------------------------- |
| A 行車方向（順時針）                           | 出口編號   | B 行車方向（逆時針）                                                                              |
| 連接大埔公路－沙田段                           |            |                                                                                                   |
| 吐露港公路終點                                 |            | 吐露港公路起點                                                                                    |
| 沙田馬場                                       | 3          | 出口設於大埔公路-沙田段                                                                           |
| 馬鞍山、西貢、九龍（東） 大老山公路 、馬鞍山路 | 3A         | 不適用                                                                                            |
| 馬料水、科學園、大學 科學園路、澤祥街、瑞祥街  | 4          | 大學、馬料水、科學園、白石角、馬鞍山、九龍（東） 科學園路、澤祥街、瑞祥街、大老山公路 、 馬鞍山路 |
| 白石角、科學園 創新路                          | 4A         | 不適用                                                                                            |
| 大埔（南） 大埔公路元洲仔段、廣宏街            | 5          | 大埔墟、大埔中心、工業區 完善路、大埔公路元洲仔段、廣宏街                                         |
| 不適用                                         | 5A         | 大埔（南） 達運道                                                                                 |
| 大埔（北） 大埔太和路                          | 6          | 大埔（北） 大埔太和路                                                                             |
| 出口設於粉嶺公路                               | 7          | 康樂園、石崗、 林錦公路交匯處、林錦公路、康樂園路、大窩西支路                                     |
| 吐露港公路起點                                 |            | 吐露港公路終點                                                                                    |
| 連接林錦公路交匯處、粉嶺公路                   |            |                                                                                                   |